# Rawshan Ara Bachchu
Rawshan Ara Bachchu (Kulaura, 17 de diciembre de 1932-Daca, 3 de diciembre de 2019) fue una activista bangladesí. Participó en el Movimiento del Idioma Bengalí en 1952. Fue galardonada con los Diez Premios Anannya en 2009.
La familia de Bachchu es originaria de Kulaura en el distrito de Moulvibazar. Estudió en el Brojomohun College. En 1947, por iniciativa de los estudiantes universitarios y Tamaddun Majlish, junto con otros siete u ocho estudiantes formaron el Consejo Estatal de Acción Lingüística.

## Trayectoria
Bachchu se involucró en la política del Frente Gonotantrik Pragotishil Chhatra (Frente Democrático Progresista Estudiantil) en 1950 después de ser admitida en la Universidad de Daca. Argumentó a favor de la participación de las mujeres en la política en un programa de radio en abril de 1950. Bachchu participó en las protestas estudiantiles realizadas en la Universidad de Daca el 30 de enero de 1952 para protestar contra el primer ministro Khawaja Nazimuddin tras la declaración del urdu como único idioma de Pakistán el 27 de enero.
Rawshan Ara Bachchu falleció el 3 de diciembre de 2019 a los 87 años en el hospital Apolo de Daca, donde llevaba varios días ingresadas a consecuencia del deterioro de su salud. Sus restos fueron velados en la academia Bangla y enterrado en su población natal Kulaura.